# David Lewis (tennis)
Pour les articles homonymes, voir David Lewis et Lewis.
David Lewis, né le 3 septembre 1964 à Lower Hutt, est un ancien joueur de tennis professionnel néo-zélandais.
Il a deux frères qui ont été également joueurs de tennis : Chris Lewis et Mark Lewis.
Après sa carrière, il s'est reconverti dans le coaching aux États-Unis. Il a notamment travaillé avec Marina Erakovic.

## Carrière
Il est quart de finaliste à Auckland en 1986 et finaliste au tournoi Challenger de Madère en 1988.
En double, il a remporté 4 tournois Challenger : Hong Kong en 1989, Nagoya, Turin et Salou en 1990.
Il a été membre de l'équipe de Nouvelle-Zélande de Coupe Davis entre 1985 et 1991. Il joue surtout le match de double avec Kelly Evernden comme en 1988, face à Stefan Edberg et Anders Järryd, no 4 et no 2 mondiaux. Ils s'inclinent sur le score de 6-3, 7-5, 6-4. Ils jouent aussi trois autres doubles entre 1989 et 1991 dont un en barrage du groupe mondial qu'ils remportent face à la Hongrie.

## Palmarès

### Finale en double messieurs
| No | Date       | Nom et lieu du tournoi | Catégorie    | Dotation  | Surface      | Vainqueurs               | Partenaire   | Score    |  |
| -- | ---------- | ---------------------- | ------------ | --------- | ------------ | ------------------------ | ------------ | -------- |  |
| 1  | 10-09-1990 | Geneva Open Genève     | World Series | 225 000 $ | Terre (ext.) | Pablo Albano David Engel | Neil Borwick | 6-3, 7-6 |  |

## Parcours dans les tournois duGrand Chelem

### En double
| Année | Open d'Australie                                                                     | Open d'Australie                                                                   | Internationaux de France | Internationaux de France | Wimbledon | Wimbledon | US Open | US Open | Open d'Australie                                                                | Open d'Australie |
| ----- | ------------------------------------------------------------------------------------ | ---------------------------------------------------------------------------------- | ------------------------ | ------------------------ | --------- | --------- | ------- | ------- | ------------------------------------------------------------------------------- | ---------------- |
| 1983  | n.o.                                                                                 | n.o.                                                                               | —                        | —                        | —         | —         | —       | —       | 1er tour (1/32) J. Frawley \|\| style="text-align:left;" \| P. Feigl R. Simpson |                  |
| 1988  | 1/8 de finale I. Werner \|\| style="text-align:left;" \| A. Castle R. Saad           | 1er tour (1/32) P. Carter \|\| style="text-align:left;" \| H. Günthardt B. Taróczy | —                        | —                        | —         | —         | n.o.    | n.o.    |                                                                                 |                  |
| 1991  | 1er tour (1/32) N. Borwick \|\| style="text-align:left;" \| S. DeVries D. Macpherson | —                                                                                  | —                        | —                        | —         | —         | —       | n.o.    | n.o.                                                                            |                  |

N.B. : le nom du ou de la partenaire se trouve sous le résultat ; les noms des ultimes adversaires se trouvent à droite.